# Solomon Kalushi Mahlangu
Solomon Kalushi Mahlangu (* 10. Juli 1956 in Pretoria; † 6. April 1979 ebenda) war ein südafrikanischer Anti-Apartheidskämpfer und Mitglied des Umkhonto we Sizwe. Er wurde 1978 zum Tode durch den Strang verurteilt und 1979 erhängt. Die Vollstreckung der Todesstrafe löste international Proteste aus.

## Leben
Mahlangu wuchs bei seiner Mutter, einer Hausangestellten, in Mamelodi auf, nachdem der Vater die Familie 1962 verlassen hatte. Er besuchte die dortige Highschool, die er nicht beenden konnte, da die Schule aufgrund von Unruhen geschlossen wurde. Bis zu seinem 17. Lebensjahr war er unpolitisch, erst der Aufstand in Soweto führte dazu, dass Mahlangu sich dem African National Congress (ANC) und den Protesten anschloss. Bald darauf ging er ins Exil nach Mosambik, wo er vom Umkhonto we Sizwe (MK) zum Kämpfer ausgebildet wurde. 1977 wurde er mit zehn weiteren Mitgliedern des MK mit Waffen und Flugblättern über Swasiland nach Südafrika zurückgeschickt; ihr Ziel war Johannesburg.

## Prozess und Urteil
Nach der Ankunft in Johannesburg am 13. Juni 1977 wurden Mahlangu und seine Begleiter von Polizisten auf der Straße provoziert, Mahlangu und Mondy Johannes Motloung wurden festgenommen. In der nachfolgenden Schießerei kamen zwei Unbeteiligte zu Tode, zwei weitere wurden verwundet. Zu Beginn des Prozesses erklärte Mahlangu sich für unschuldig; der Vorsitzende Richter erkannte an, dass er nicht am Tod der Zivilisten schuldig sei, dennoch wurde er wegen Mordes angeklagt. Motloung hatte während der Haft ein Schädel-Hirn-Trauma aufgrund von Misshandlungen erlitten und war nicht verhandlungsfähig; er hatte die tödlichen Schüsse abgegeben. Mahlangu wurde wegen Mordes und verschiedener Vergehen gegen das Terrorismusgesetz zum Tod durch Hängen verurteilt. Das Urteil löste internationale Proteste aus, neben dem Sicherheitsrat der Vereinten Nationen setzen sich auch die Organisation für Afrikanische Einheit, europäische Regierungen und Jimmy Carter für das Leben von Mahlangu ein. Am 6. April 1979 um 6 Uhr wurde er gehängt.
Aus Angst vor Aufständen wurde Mahlangu in Atteridgeville begraben. Am 6. April 1993 wurde der Leichnam auf den Friedhof von Mamelodi umgebettet. Am Grab wurde eine Plakette mit seinen letzten Worten angebracht:

„Mein Blut wird den Baum nähren, der die Früchte der Freiheit tragen wird. Sagt meinen Leuten, dass ich sie liebe. Sie müssen den Kampf weiterführen (My blood will nourish the tree that will bear the fruits of freedom. Tell my people that I love them. They must continue the fight)“

## Ehrungen
- Solomon Mahlangu Freedom College
- Solomon Mahlangu Square im Mamelodi
- Solomon Mahlangu Drive in Durban